# The Bowery (band)
De Nederlandse band The Bowery werd in 2016 opgericht door Rokus Maasland en Ramon Scherrenberg.
In 2018 brachten zij een plaat uit genaamd 'Broken Jars'. In 2020 volgde een gedeeltelijk in Nashville opgenomen plaat, 'Mountains & Valleys', maar al kort na de release ging het tweetal vanwege een verschil in inzicht uit elkaar.
Maasland zette The Bowery alleen voort. In 2022 verscheen de derde plaat, genaamd 'Time and Again'. Ook dit werd album geproduceerd door Henk Pool. Een aantal songs schreef Maasland alleen, maar ook werd regelmatig de samenwerking opgezocht met andere songwriters zoals Cathy Burton, Paul Field, Rogier Pelgrim, Arend Jansen (tevens gitarist van de band), Rob Buis en Henk Pool.